# 科維利修道院

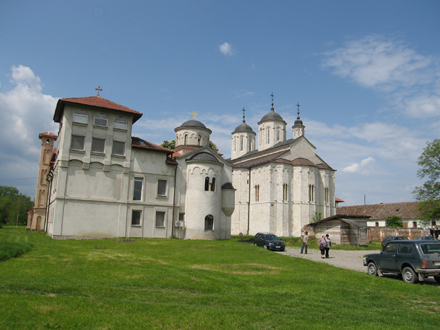
科維利修道院

科維利修道院是一座13世紀的塞爾維亞正教會修道院，位於塞爾維亞北部伏伊伏丁那自治省的巴奇卡地區。科維利修道院以其美麗的建築而著稱，有巴奇卡寶石之稱。

## 外部連結
- About the monastery (in Serbian)